# Clorzoxazonă
Clorzoxazona este un miorelaxant cu acțiune la nivel central, diminuează durerea crescând în același timp activitatea mușchilor striați.

## Farmacologie

### Indicații
- Spasme  ale musculaturii striate de natură traumatică, inflamatorie s
- Contractură cronică

### Mod de administrare
seasociază cu alte medicamente :paracetamolul, acidul acetilsalicilic

### Metabolism și excreție
Metaboliții principali ai clorzoxazonei sunt:
6-hydroxychlorzoxazon II,drept principal ametabolit, și 5-cloro-2,4-dihidroxiacetanilida XXII formată din 6-hidroxiclorzoxazona II prin ruperea inelului și acetilarea atomului de azot.Un compus interesant este 6-hidroxibenzoxazolona XX, format prin substituția atomului de Cl cu unul de hidrogen și hidroxilarea carbonului vecin..Urina este colorată in roșu portocaliu în cursul tratamentului cu clorzoxazonă 
Se pare că metabolizarea este făcută de către citocromul  P450 (CYP) 2E1 .Un studiu efectuat [nefuncțională]
 a scos în evidență faptul că la la fumători metabolismul clorzoxazonei este mult accelerat datorită inducției activității citocromului  CYP2E1.Această inducție se traduce printr-o frecvență mai mare a cancerului indus de fumat, a afecțiunilor hepatice induse de alcool. 

### Reacții adverse
- greață, vomă, diaree, sângerări gastro-intestinale,
- somnolență, excitație și anxietate, cefalee, amețeli;
- erupții cutanate alergice (rare)
- rar febra